# Poder Federativo
Poder federativo é o terceiro poder de que John Locke fala em seu trabalho Dois Tratados sobre o Governo, junto com o legislativo e o executivo. Esse poder seria responsável pelas relações da comunidade com o exterior e declarar a guerra ou fazer a paz. Assim, este poder não era mais do que o poder que possui o governante, portanto, o executivo, de tratar das questões de ordem externa do Estado.
Esse poder das relações internacionais não existe atualmente de forma independente e é detido pelos representantes do país em questão sob a forma do Ministério dos Negócios Estrangeiros.